# واتارو هارادا
واتارو هارادا (باليابانية: 原田 亘) (مواليد 22 يوليو 1996) هو لاعب كرة قدم ياباني.

## وصلات خارجية
- واتارو هارادا على موقع رابطة كرة القدم اليابانية للمحترفين (اليابانية)
- واتارو هارادا على موقع إي إس بي إن إف سي (الإنجليزية)
- واتارو هارادا على موقع قاعدة بيانات كرة القدم.إي يو (الإنجليزية)
- واتارو هارادا على موقع Soccerbase.com (لاعب) (الإنجليزية)
- واتارو هارادا على موقع Soccerway.com (الإنجليزية)
- واتارو هارادا على موقع عالم كرة القدم.نت (الإنجليزية)